# Alexander von Salviati
Alexander August Karl Wilhelm Heinrich Julius von Salviati (* 9. Februar 1827 in Berlin; † 22. Februar 1881 in Ulm) war ein preußischer Generalleutnant.

## Leben

### Herkunft
Alexander von Salviati war ein Angehöriger des 1740 in Preußen eingewanderten italienischen Geschlechts Salviati, das 1830 geadelt wurde. Seine Eltern waren der preußische Diplomat und Prinzenerzieher Peter Heinrich August von Salviati (1786–1856) und Karoline Rahlenbeck (1802–1871).

### Militärdienst
Salvati war ab November 1840 Kadett in Berlin und während dieser Zeit auch Leibpage der späteren Kaiserin Augusta. Am 10. August 1843 wurde er als Sekondeleutnant im 1. Kürassierregiment der Preußischen Armee in Breslau überwiesen. Er durchlief dann die einzelnen Rangfolgen, war mehrfach an den Großen Generalstab delegiert und wurde schließlich 1869 als Oberst Chef des Generalstabes des VI. Armee-Korps in Breslau. So nahm er am Deutsch-Französischen Krieg teil.
Salvati wurde während seines Militärdienstes mehrfach mit hohen Orden ausgezeichnet, so erhielt er u. a. das Ritterkreuz des Guelphen-Ordens, das Kommandeurskreuz II. Klasse des Orden Heinrichs des Löwen, den Hausorden vom Weißen Falken, wurde Komtur II. Klasse des Ernestinischen Hausordens, erhielt weiterhin den preußischen Kronen-Orden III. Klasse mit Schwertern, die württembergische Militärverdienstmedaille und die lippesche Militärverdienstmedaille.
Am 23. Dezember 1878 beauftragte man ihn mit der Führung der 27. (2. Königlich Württembergischen) Division. Nachdem Salviati am 11. Juni 1879 zum Generalleutnant avancierte, wurde er am 18. Juni 1879 zum Kommandeur der Division ernannt.

### Familie
Salviati vermählte sich am 4. April 1852 mit Natalie von Arnim aus dem Hause Milmersdorf (1828–1908), Tochter des Kreisdeputierten Hermann von Arnim. Aus der Ehe wurden ein Sohn und eine Tochter geboren.
- Anna Auguste Karoline Mathilde Katharina (1855–1939), ⚭ 1878 Ferdinand Freiherr Hiller von Gaertringen (1840–1887), Majoratsherr auf Gärtringen, württembergischer Major und Flügeladjutant[4]
- Alexander Hermann Heinrich August (* 1865), Sekondeleutnant im Husaren-Regiment Nr. 7, ⚭ 1888 Helene (Ella) Crasemann (* 1868), Tochter von Rudolph Crasemann; Eltern von Hans-Viktor von Salviati (1897–1945) und Dorothea von Salviati (1907–1972) welche 1933 morganatische Ehefrau von Prinz Wilhelm von Preußen (1906–1940) wurde.